# Història dels amerindis dels Estats Units
La història dels amerindis dels Estats Units començà en era precolombina amb el poblament d'Amèrica pels paleoamericans. S'han identificat i estudiat una àmplia varietat de cultures en l'era anterior al contacte europeu. El contacte amb els europeus va tenir un impacte profund en la història.

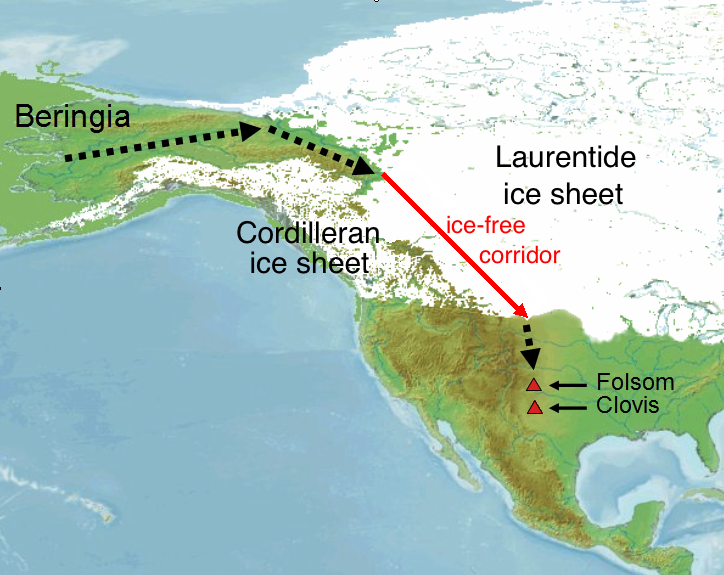
Aquest mapa mostra l'a localització aproximada del corredor de gel i els jaciments específicament paleoamerindis (Teoria Clovis).

## Poblament d'Amèrica
Segons la teoria més acceptada del poblament d'Amèrica, les migracions d'humans d'Euràsia a les Amèriques es van dur a terme a través de Beríngia, un pont terrestre, que connecta els dos continents a través del que avui és l'estret de Bering. El nombre i la composició de les migracions encara s'està debatent. La caiguda del nivell del mar associada a un intens període de glaciació quaternària creà el pont terrestre de Bering que va unir Sibèria amb Alaska fa 60.000-25.000 anys. L'última d'aquestes migracions podria haver tingut lloc fa 12.000 anys; la primera segueix estant indeterminada.
Segons les dades lingüístiques i genètiques es van produir tres grans migracions; els primers paleoamericans aviat es van estendre al llarg de les Amèriques, diversificant en molts centenars de nacions i tribus culturalment diferents. Cap al 8000 BCE el clima de l'Amèrica del Nord era molt similar al d'avui. Un estudi publicat en 2012 dona base genètica a la teoria de 1986 presentada pel lingüista Joseph Greenberg que les Amèriques havien estat poblades en tres onades, basant-se en les diferències lingüístiques.

## Cultures anteriors al contacte europeu
Les cultures natives americanes no s'inclouen normalment en les caracteritzacions de les cultures de l'edat de pedra avançades com a "neolític", que és una categoria en la que més sovint s'inclouen només les cultures d'Euràsia, Àfrica i altres regions. Els períodes arqueològics utilitzats són les classificacions dels períodes arqueològics i les cultures establertes per Gordon Willey i  Philip Phillips en el seu llibre de 1958 Method and Theory in American Archaeology. Van dividir el registre arqueològic a les Amèriques en cinc fases.
La cultura Clovis, una cultura caçadora megafauna, s'identifica principalment per l'ús de punxes de llança estriades. Els artefactes d'aquesta cultura van ser excavats per primera vegada el 1932, prop de Clovis (Nou Mèxic). La cultura Clovis va variar en gran part de l'Amèrica del Nord i també va aparèixer a l'Amèrica del Sud. La cultura s'identifica amb la distintiva punta Clovis, una punta de llança de pedra en flocs amb una flauta amb osques, que es va inserir en un eix. S'ha datat els materials Clovis per l'associació amb ossos d'animals i per l'ús de la datació basada en el carboni 14. Nous exàmens recents dels materials Clovis utilitzant mètodes millorats de datació per carboni assoliren resultats d'11.050 i 10.800 anys de radiocarboni BP (aproximadament 9100-8850 aC).
Nombroses cultures paleoamericanes ocuparen l'Amèrica del Nord, al voltant de les Grans Planes i els Grans Llacs d'Amèrica del Nord dels actuals Estats Units i el Canadà, així com àrees adjacents a l'oest i sud-oest. D'acord amb les històries orals de molts dels pobles indígenes de les Amèriques, han estat vivint en aquest continent des de la seva gènesi, descrita per una àmplia gamma d'històries tradicionals sobre la Creació. Altres tribus tenen històries que relaten les migracions a través de llargues extensions de terra i un gran riu, que es creu que és el riu Mississipi. Les dades genètiques i lingüístiques connecten els pobles indígenes d'aquest continent amb els antics asiàtics del nord-est. Les dades arqueològiques i lingüístiques ha permès als estudiosos descobrir algunes de les migracions dins d'Amèrica.

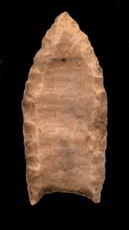
Una punta Folsom per a llança.

La cultura Folsom es caracteritza per l'ús de la punta Folsom com a projectil i activitats conegudes des de llocs de matança i esbudellament de bisons. S'hi va trobar eines Folsom d'entre 9000 BCE i 8000 BCE.
El pobles parlants de llengües na-dené entraren a l'Amèrica del Nord pels voltants del 8000 BCE, arribant al Nord-oest del Pacífic pel 5000 BCE, i des d'allí migraren al llarg del Costa del Pacífic a l'interior. Els lingüistes, antropòlegs i arqueòlegs creuen que els seus avantpassats comprenien una migració independent a l'Amèrica del Nord, més tard que els primers paleoindis. Van emigrar a Alaska i el nord del Canadà, al sud al llarg de la costa del Pacífic, a l'interior del Canadà, i al sud de les Grans planes i el sud-oest dels Estats Units. Van ser els primers ancestres dels atapascans, incloent els actuals i històrics navahos i apatxes. Van construir habitatges plurifamiliars grans als seus pobles, que van ser utilitzats estacionalment. No hi vivien durant tot l'any, sinó per caçar i pescar durant l'estiu i per recollir els subministraments d'aliments per a l'hivern. Els pobles de la cultura Oshara van viure del 5500 BCE al 600 CE. Formaven part de la tradició Sud-oest arcaic centrada al centre-nord Nou Mèxic, la conca del San Juan, la vall del riu Grande, sud de Colorado, i sud de Utah.
Des de la dècada del 1990 els arqueòlegs han explorat i datat onze jaciments de l'arcaic mitjà a l'actual Louisiana i Florida en què les cultures primerenques complexos construïts amb múltiples terraplens de terra; eren les societats de caçadors-recol·lectors en lloc d'agricultors assentats que es creu necessari d'acord amb la teoria de la Revolució Neolítica per sostenir tals poblacions durant períodes llargs. El principal exemple és Watson Brake al nord de Louisiana, un complex d'11 monticles datat del 3500 aC, el lloc més antic de les Amèriques de construcció complexa. És gairebé 2.000 anys més antic que el jaciment Poverty Point. La construcció dels monticles es va perllongar durant 500 anys fins que va ser abandonada aproximadament el 2800 aC, probablement a causa de les canviants condicions ambientals.
La cultura Poverty Point és una cultura arqueològica de l'Arcaic Tardà que ocupà l'àrea de la baixa vall del Mississipi i costa del Golf. La cultura va florir de 2200 BCE a 700 BCE, durant el període Arcaic Tardà. S'ha trobat evidències d'aquesta cultura a més de 100 jaciments, des del complex principal a Poverty Point, Louisiana a uns 160 kilòmetres de Jaketown Site vora Belzoni (Mississipi).
Poverty Point és un complex de 2,6 kilòmetres quadrats amb sis anells de terraplens concèntrics, amb plataformes de terra addicionals. Els artefactes trobats mostren que comerciaven amb altres pobles amerindis situats a Geòrgia i als Grans Llacs. Aquests és un entre els nombrosos llocs de monticles de les complexes cultures indígenes al llarg de les valls del Mississipi i Ohio. Eren una de les diverses cultures successives sovint conegudes com a constructors de monticles (mound builders).
Les cultures del Període Silvícola de l'Amèrica precolombina ocupen un període entre el 1000 aC i el 1000 dC a la part oriental de l'Amèrica del Nord. El terme "Silvícola" (anglès Woodland) fou encunyat en la dècada de 1930 i es refereix als jaciments prehistòrics datats entre el període arcaic d'Amèrica i la cultura del Mississipi. La cultura Hopewell és el terme per als aspectes comuns de la cultura ameríndia que va florir al llarg dels rius al nord-est i mig-oest dels Estats Units del 200 BCE al 500 CE.

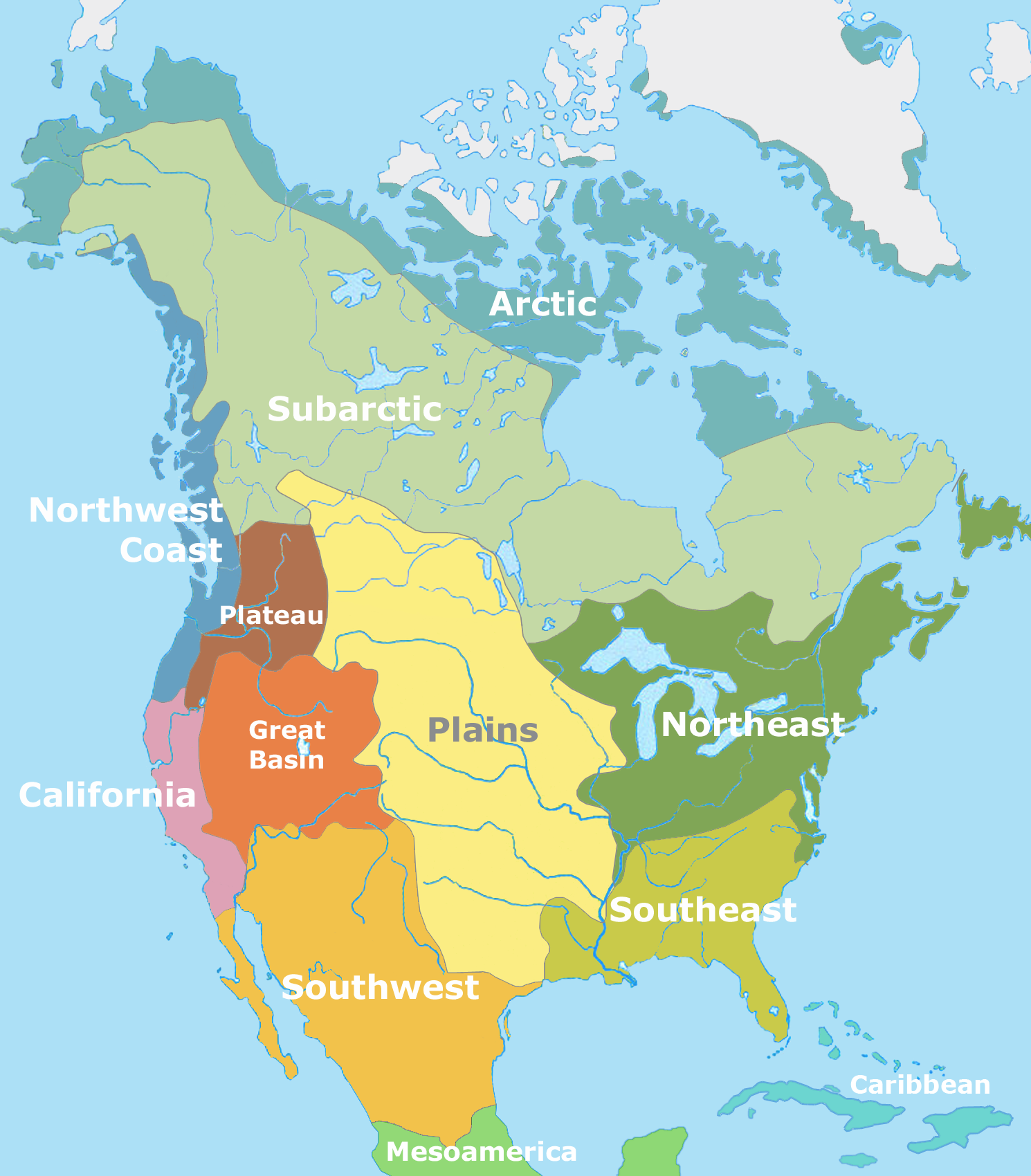
Àrees culturals de l'Amèrica del Nord precolombina, segons Alfred Kroeber.

La cultura Hopewell no era una única cultura o societat, sinó un conjunt molt dispers de poblacions relacionades, que eren connectades per una xarxa comuna de rutes comercials, conegut com a Sistema d'Intercanvi Hopewell. En la seva major part, el sistema d'intercanvi d'Hopewell es va desenvolupar entre el sud-est dels Estats Units al sud-est del Canadà la vora del llac Ontario. Dins d'aquesta àrea, les societats van participar en un alt grau d'intercanvi; la majoria de l'activitat es va dur a terme al llarg dels cursos d'aigua que servien de les seves principals rutes de transport. El sistema d'intercanvi Hopewell comerciava materials de tot Estats Units.
La cultura Coles Creek és una cultura arqueològica de la vall del baix Mississipi al sud dels actuals Estats Units. El període va marcar un canvi significatiu en la història cultural de la zona. La població va augmentar dramàticament. Hi ha una forta evidència d'una complexitat cultural i política cada vegada més gran, sobretot pel final de la seqüència Coles Creek. Encara que molts dels trets clàssics de les societats de cacicatge encara no es van manifestar, pel 1000 de la nostra era havia començat la formació de simples elits polítiques. Els jaciments Coles Creek es troben a Arkansas, Louisiana, Oklahoma, Mississipi, i Texas. Es considera avantpassada de la cultura Plaquemine.
Hohokam és una de les quatre grans tradicions arqueològiques prehistòriques de l'actual sud-oest dels Estats Units. Vivien com a simples agricultors que conreaven blat de moro i fesols. Els primers Hohokam fundaren una sèrie de viles petites al llarg del mig riu Gila. Les comunitats eren situades prop de la bona terra de cultiu, amb la comuna agricultura de secà en els primers anys d'aquest període. Els pous, generalment de menys de tres metres de profunditat, es van cavar per als subministraments domèstics d'aigua pel 300 CE a 500 CE. Les primeres llars Hohokam foren construïdes amb branques doblegades en forma semicircular i cobert amb matolls i joncs. L'última capa s'aplicava amb fang i altres materials disponibles.
La cultura del Mississipi, que es va estendre al llarg de les valls d'Ohio i Mississipi i llocs construïts al llarg del sud-est, va crear els més grans moviment de terres a l'Amèrica del Nord al nord de Mèxic, sobretot a Cahokia Mounds, en un afluent del riu Mississipi en l'actual Illinois. El Monks Mound de deu pisos té una circumferència més gran que la Piràmide del Sol a Teotihuacan o Gran Piràmide d'Egipte. El complex urbà de 16 kilòmetres quadrats es basa en la cosmologia de la cultura que inclou més de 100 monticles posicionats per donar suport al seu sofisticat coneixement de l'astronomia, i construïts amb el coneixement de diferents tipus de sòl.
Incloïa un Woodhenge amb pals sagrats de cedre col·locats amb motiu del solsticis d'estiu i d'hivern i els equinoccis de tardor i primavera. La societat va començar a construir en aquest lloc sobre els 950 CE, i va aconseguir el seu pic de població en 1250 CE de 20.000-30.000 persones, que no va ser igualada per cap ciutat del que avui és Estats Units fins després de 1800. Cahokia va ser un important cacicatge regional, amb prefectures comercials i tributàries situades en una sèrie d'àrees de la frontera dels Grans Llacs d'Amèrica del Nord al Golf de Mèxic. Al segle xvi, els primers exploradors espanyols van trobar pobles del Mississipi a l'interior de l'actual Carolina del Nord i el Sud-est.

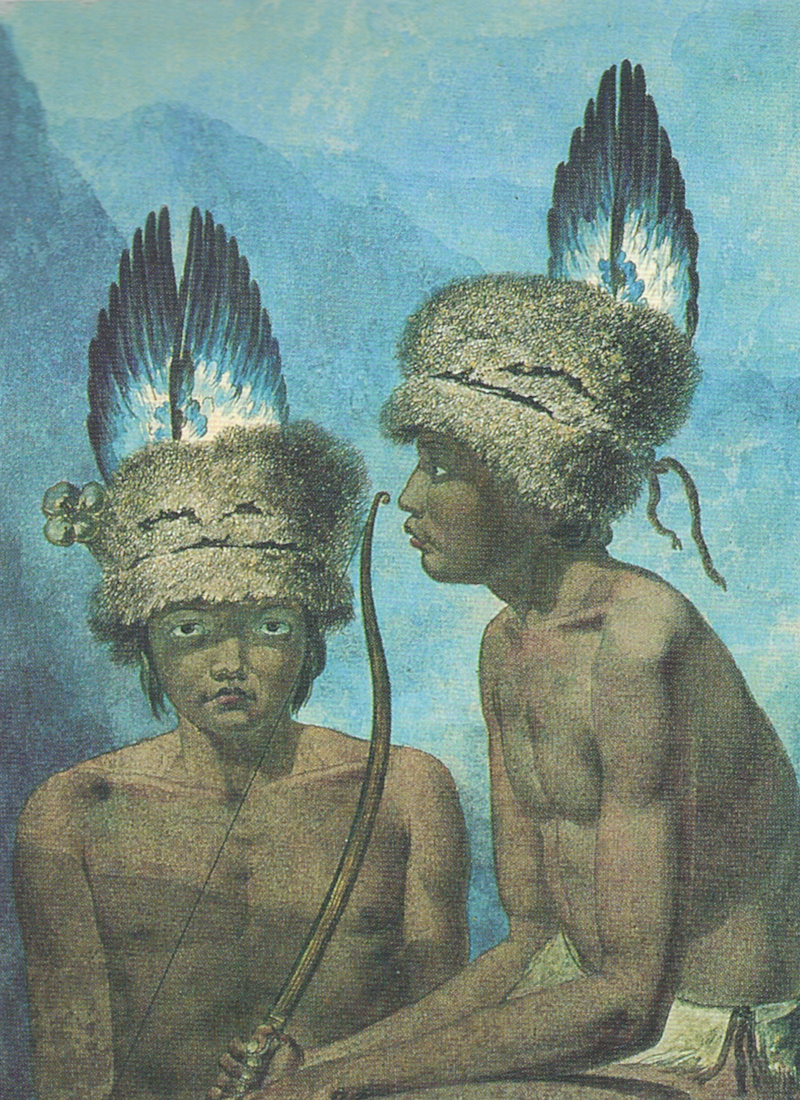
Balthazar, habitant del Nord de Califòrnia, pintat per Mikhail T. Tikhanov, 1818

Es van desenvolupar societats sedentàries precolombines sofisticades a l'Amèrica del Nord. la cultura del Mississipi va desenvolupar el Complex Cerimonial del Sud-est, nom que els arqueòlegs han donat a la similitud estilística regional d'artefactes, iconografia, cerimònies i mitologia. L'ascens de la complexa cultura estava basada en l'adopció de l'agricultura del blat de moro, el desenvolupament d'una major densitat de població, i el complex nivell d'organització social cacicatge des de 1200 CE 1650 CE.
Mentre que les tribus dels boscos orientals desenvoluparen la seva pròpia agricultura, la introducció del blat de moro de Mesoamèrica va permetre l'acumulació d'excedents de collites per donar suport a una major densitat de població. Alhora això va conduir al desenvolupament de coneixements especialitzats entre alguns dels pobles. El Complex Cerimonial representa un component important de la religió dels pobles del Mississipi, i és un dels principals mitjans per conèixer la seva religió.
Els haudenosaunee (Lliga de Nacions Iroqueses o "Poble de la Casa Gran"), llavors amb seu a l'actual estat i l'oest de Nova York, tenia un model de confederació model a partir de mitjans del segle xv. Alguns historiadors han suggerit que més tard va contribuir al pensament polític durant el desenvolupament del govern dels Estats Units. El seu sistema d'afiliació era una espècie de federació, a diferència de les monarquies europees fortes i centralitzades.
El lideratge es va restringir a un grup de 50 caps sachem, cadascun representant d'un clan dins d'una tribu; els oneida i mohawks tenien nou places cadascun; els onondaga en tenien catorze; els cayuga tenien deu membres; i els seneca en tenien vuit. La representació no es basava en les xifres de població. Quan un cap sachem moria, el seu successor era escollit per la dona gran de la seva tribu en consulta amb altres membres femenins del clan; la propietat i el lideratge hereditari es van aprovar matrilinealment. Les decisions no es prenien a través del vot, sinó a través de la presa de decisions per consens, amb cada cap sachem sostenint un teòric poder de veto. Els onondaga eren els "guardians del foc", responsables d'elevar els temes que es discutirien. Van ocupar un costat d'un foc de tres costats (mohawks i seneca van seure a un costat de la foguera, els oneida i cayuga al tercer costat.)
L'antropòloga Elizabeth Tooker ha dit que era poc probable que els pares fundadors dels Estats Units s'inspiressin en la confederació, ja que tenia poca semblança amb el sistema de govern adoptat pels Estats Units. Per exemple, es basa en l'herència en lloc de líders elegits, seleccionats pels membres femenins de les tribus, consens en la presa de decisions amb independència de la mida de la població de les tribus, i un únic grup capaç de plantejar assumptes davant del cos legislatiu.
El comerç de llarga distància no va impedir la guerra i el desplaçament dels pobles indígenes, i les seves històries orals parlen de nombroses migracions als territoris històrics on els europeus els va trobar. Els iroquesos va envair i atacar les tribus a la zona del riu Ohio de l'actual Kentucky i reclamaren les terres de caça. Els historiadors han col·locat aquests esdeveniments com a succeïts en el segle xiii, o les Guerres dels Castors del segle xvii.
A través de la guerra els iroquesos obligaren diverses tribus a emigrar a l'oest del que es va conèixer com les seves terres tradicionals històricament l'oest del riu Mississipi. Les tribus originàries de la vall d'Ohio que es van mudar a l'oest inclouen els osage, kaw, ponca i omaha. Per la meitat del segle xvii s'havien reassentat a les seves terres històriques en les actuals Kansas, Nebraska, Arkansas i Oklahoma. Els osage va lluitar amb els caddos, desplaçant-los per la meitat del segle xviii i dominant els seus nous territoris històrics.

## Exploració i colonització europea

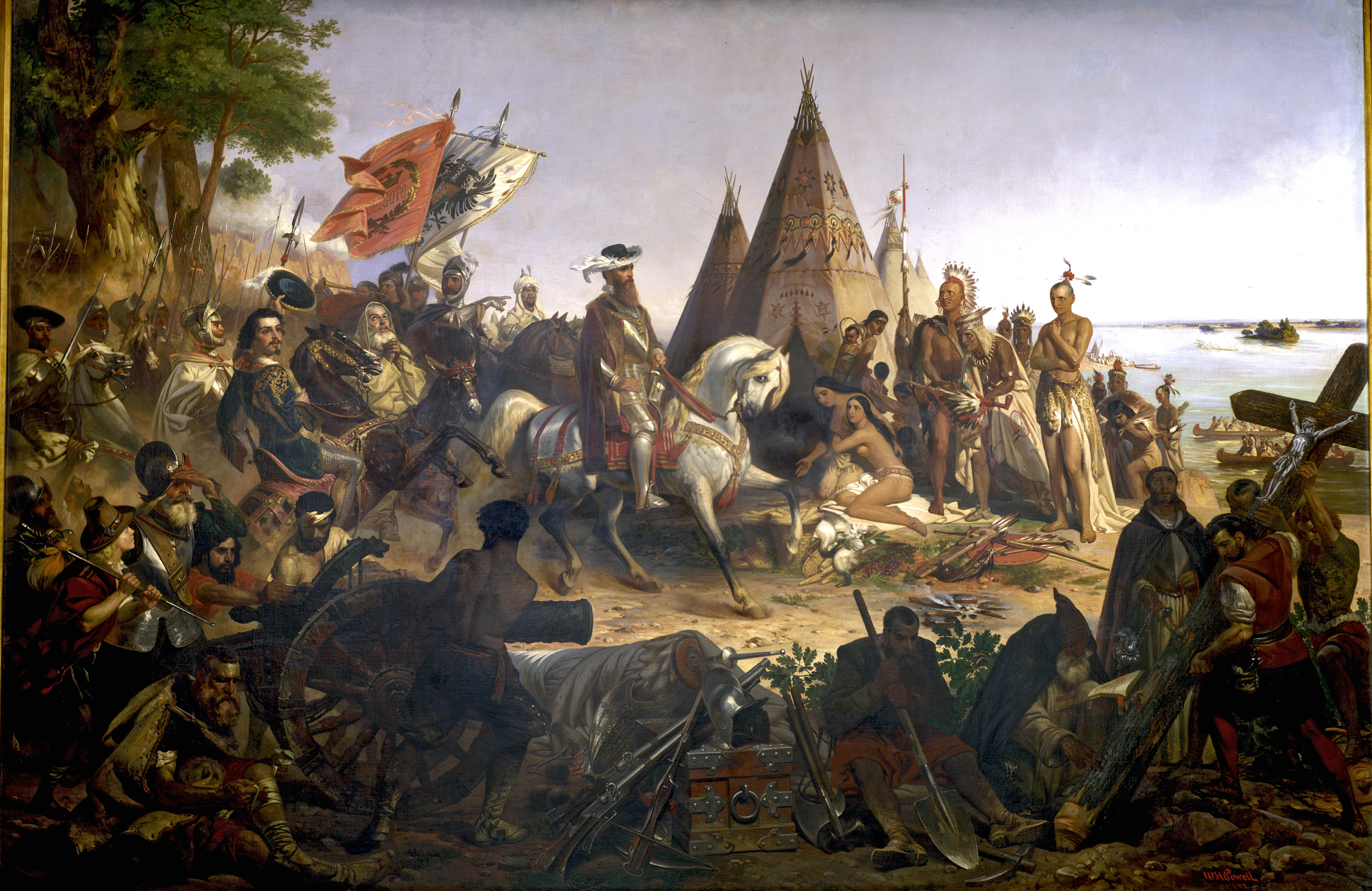
Descobriment del Mississipi per William Henry Powell (1823–1879) és una representació romàntica del que de Soto va veure al Mississipi per primer cop. Està penjat a la rotonda del Capitoli dels Estats Units.

Després de 1492 l'exploració i colonització d'Amèrica per europeus van revolucionar la forma en que l'Antic i el Nou Món es percebien a si mateixos. Un dels primers grans contactes, en el que s'anomenaria el Deep South americà, es va produir quan el conqueridor Juan Ponce de León va aterrar a La Florida. En abril de 1513 Ponce de León va ser posteriorment seguit per altres exploradors espanyols, com Pánfilo de Narváez en 1528 i Hernando de Soto en 1539. Els posteriors colons europeus sovint racionalitzaren la seva expansió imperial amb la suposició que estaven estalviant un món pagà i barbar mitjançant la difusió de la civilització cristiana.
En la colonització espanyola d'Amèrica, la política de reduccions índies com a resultat de les conversions forçades al catolicisme dels pobles indígenes al nord de Nueva España. Tenien creences espirituals, tradicions religioses i teològiques. El que es va desenvolupar durant els anys colonials i des de llavors ha estat un catolicisme sincrètic que absorbí i reflectí les creences indígenes; la religió va canviar en la Nova Espanya.

### Impacte en les poblacions nadiues
Des del segle xvi fins al segle xix, la població d'indis es va reduir per les malalties epidèmiques portades d'Europa; el genocidi i les guerres amb els exploradors i colonialistes europeus, així com entre les tribus; desplaçament de les seves terres; guerres internes, esclavatge; i una taxa elevada d'intermatrimonis. La majoria dels estudiosos creuen que, entre els diversos factors que contribuïren, les epidèmies infeccioses va ser la causa aclaparadora de la disminució de la població dels nadius americans a causa de la seva falta d'immunitat a les noves malalties portades d'Europa. Amb els ràpids descensos d'algunes poblacions i contínues rivalitats entre les seves nacions, els nadius americans a vegades es reorganitzaren per formar nous grups culturals, com els seminola de Florida al segle xix i els indis de missió de l'Alta Califòrnia.
L'estimació del nombre de nadius americans que vivien en el que avui és els Estats Units d'Amèrica abans de l'arribada dels exploradors i colons europeus ha estat objecte de molt debat. Si bé és difícil determinar amb exactitud quants nadius vivien a l'Amèrica del Nord abans de Colom, les estimacions van des d'un mínim de 2,1 milions (Ubelaker 1976) a 7 milions de persones (Russell Thornton) al més alt de 18 milions (Dobyns 1983). Una estimació a la baixa d'al voltant d'1.000.000 fou postulada per primera vegada per l'antropòleg James Mooney en la dècada de 1890, mitjançant el càlcul de la densitat de població de cada àrea de la cultura basada en la seva capacitat de càrrega. El 1965, l'antropòleg estatunidenc Henry Dobyns publicà estudis que estimaven la població original que havia estat d'entre 10 i 12 milions. El 1983, va augmentar les seves estimacions a 18 milions.
Va tenir en compte les taxes de mortalitat causades per malalties infeccioses dels exploradors i colons europeus contra les que els nadius americans no tenien immunitat. Dobyns combina les taxes de mortalitat conegudes d'aquestes malalties entre les persones natives amb registres fiables de la població del segle xix, per calcular la mida probable de les poblacions originals. Pel 1800 la població nativa dels Estats Units s'havia reduït a aproximadament 600.000, i només 250.000 quedaven nadius americans en la dècada de 1890.

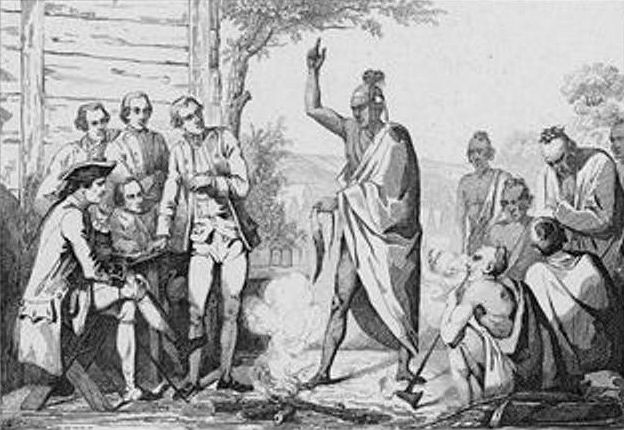
Una conferència de líders francesos i amerindis al voltant del foc cerimonial.

La varicel·la i el xarampió eren  endèmiques però poques vegades mortals entre els europeus (molt després de ser introduïdes d'Àsia), però sovint van resultar mortals per als nadius americans. Les epidèmies de Verola sovint van seguir immediatament l'exploració europea i de vegades destruïren poblacions senceres de llogarets. Encara que les xifres exactes són difícils de determinar, alguns historiadors estimen que almenys el 30% (i de vegades del 50% al 70%) d'algunes poblacions natives va morir després del primer contacte causa de la verola eurasiàtica. Un element de l'intercanvi colombí suggereix que exploradors de l'expedició de Cristòfor Colom va contraure la sífilis dels pobles indígenes i la va portar a Europa, on es va estendre àmpliament. Altres investigadors creuen que la malaltia existia a Europa i Àsia abans que Colom i els seus homes tornessin de l'exposició als pobles indígenes de les Amèriques, però en van portar una forma més virulenta.
En 1618–1619 la verola va matar el 90% dels nadius americans a l'àrea de la badia de Massachusetts. Els historiadors creuen que molts mohawk en l'actual Nova York es van infectar després de tenir contacte amb els nens del comerciants neerlandesos a Albany en 1634. La malaltia es va estendre per pobles mohawk, arribant als onondaga del llac Ontario el 1636, i les terres dels iroquesos occidentals en 1679, i fou portada per mohawks i altres nadius americans que viatjaven per les rutes comercials. L'elevat índex de morts causà daltdabaixos en les societats natives americanes i va interrompre l'intercanvi generacional de la cultura.
Entre 1754 i 1763 moltes tribus americanes van participar en la Guerra Franco-Índia/Guerra dels Set Anys. Els involucrats en el comerç de pell a les zones del nord van tendir a aliar-se amb les forces franceses contra les milícies colonials britàniques. Els nadius americans van lluitar en ambdós bàndols del conflicte. El major nombre de tribus va lluitar amb els francesos amb l'esperança d'aturar l'expansió britànica. Els britànics havien fet menys aliats, però se'ls aliaren algunes tribus que volien demostrar assimilació i lleialtat en suport dels tractats per preservar els seus territoris. Sovint foren decebuts quan aquests tractats posteriorment foren anul·lats. Les tribus tenien els seus propis propòsits, usant les seves aliances amb les potències europees per lluitar contra els enemics nadius tradicionals.
Després que els exploradors europeus van arribar a la Costa Oest en la dècada de 1770, la verola va matar ràpidament almenys el 30% dels nadius americans de la costa Nord-oest. Durant els pròxims 80 a 100 anys, la verola i altres malalties devastaren les poblacions natives de la regió. La població de l'àrea de Puget Sound, que havia estat estimada antigament en 37.000 persones, fou reduïda a només 9.000 supervivents en el moment en colons van arribar en massa a mitjans del segle xix. Les missions espanyoles a Califòrnia no van afectar significativament la població de nadius americans, però el nombre d'aquestes últimes va disminuir ràpidament després que Califòrnia va deixar de ser una colònia espanyola, especialment durant la segona meitat del segle xix i la a partir del XX (veure gràfic a la dreta).
Les epidèmies de verola de 1780-1782 i 1837-1838 causaren estralls i la despoblació dràstica entre els indis de les planes. Pel 1832 el govern federal va establir un programa de vacunació de la verola per als nadius americans (The Indian Vaccination Act of 1832). Va ser el primer programa federal creat per fer front a un problema de salut dels nadius americans.

### Introducció d'animals
Amb la trobada dels dos mons es van dur animals, insectes i plantes d'un a l'altre, tant deliberadament com per casualitat, en el que s'anomena la intercanvi colombí. Ovelles, porcs, cavalls i bestiar foren els animals del Vell Món que es van introduir als actuals indis nord-americans que desconeixien anteriorment.
Al segle CVI els espanyols i altres europeus van portar cavalls a Mèxic. Alguns dels cavalls es van escapar i van començar a reproduir-se i augmentar el seu nombre en estat salvatge. El primer cavall americà havia estat caçat pels primers éssers humans del continent. Va ser caçat fins a la seva extinció pel 7000 aC, just després del final de l'últim període glacial. Els nadius americans es beneficiaren de la reintroducció dels cavalls. A mesura que es va adoptar l'ús dels animals van començar a canviar la seva cultura de manera substancial, especialment mitjançant l'ampliació de les seves àrees de distribució nòmades per a la caça.
La reintroducció del cavall a l'Amèrica del Nord va tenir un profund impacte en la cultura de les grans planúries americanes. Les tribus van entrenar i utilitzar cavalls per muntar i per portar paquets o tirar travois. Els pobles van incorporar plenament l'ús de cavalls en les seves societats i ampliaren els seus territoris. Usaven cavalls per al transport de mercaderies per a l'intercanvi amb les tribus veïnes, per aconseguir carn de caça, especialment de bisó americà, i per dur a terme guerres i incursions per cavalls.

## Guerra del Rei Philip
La Guerra del Rei Philip, també anomenada guerra o rebel·lió de Metacom, va ser un conflicte armat entre els habitants nadius americans del sud de Nova Anglaterra i els colons anglesos i els seus aliats natius americans de 1675 a 1676. Va continuar al nord de Nova Anglaterra (principalment a la frontera amb Maine), fins i tot després que el rei Philip va ser assassinat, fins que es va signar un tractat a Casco Bay l'abril de 1678. Segons una estimació combinada de la pèrdua de la vida a Schultz i el llibre de Tougias King Philip's War, The History and Legacy of America's Forgotten Conflict (basat en fonts del Departament de Defensa, l'Oficina del Cens, i el treball de l'historiador Colonial Francis Jennings), 800 de 52.000 colons anglesos de Nova Anglaterra (1 de cada 65) i 3.000 de 20.000 indígenes (3 de cada 20) van perdre la vida a causa de la guerra, el que fa que sigui proporcionalment una de les més sagnants i més costoses en la història d'Amèrica. Més de la meitat de les 90 ciutats de Nova Anglaterra, van ser atacades pels guerrers nadius americans. Un de cada deu soldats de tots dos bàndols van resultar ferits o morts.
La guerra porta el nom del principal líder de la part ameríndia, Metacomet (també conegut com a Metacom o Pometacom) que era conegut en anglès com a rei Philip. Va ser l'últim Massasoit (Gran Líder) de la Federació Pokanoket i de la nació wampanoag. Després de la seva derrota davant els colons i l'intent de genocidi de la tribu Pokanoket i la línia reial, molts van aconseguir fugir cap al nord per continuar la seva lluita contra els britànics (colònia de la badia de Massachusetts) en unir-se a les tribus abanaki i Confederació Wabanaki.

## Fundacions per la llibertat

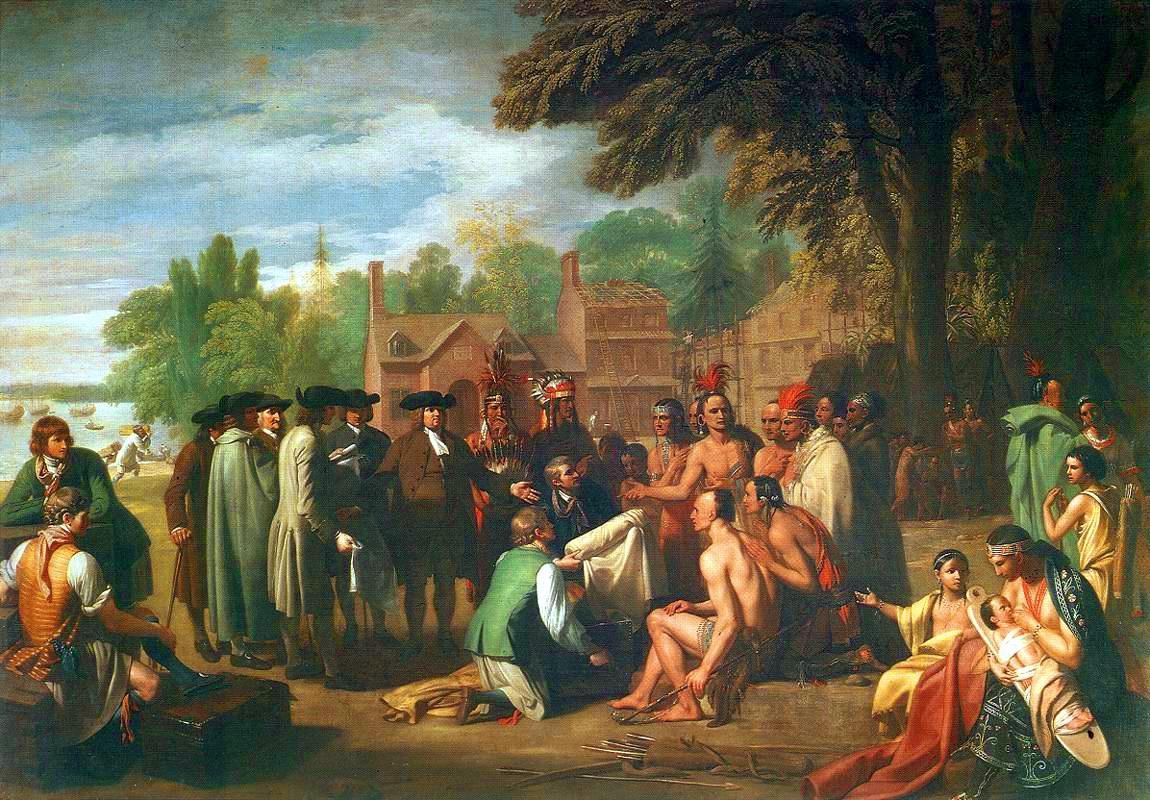
El Tractat de Penn amb els indis de Benjamin West pintat en 1771.

Alguns europeus consideraven les societats ameríndies com a representatives d'una època daurada seva coneguda només en la història popular. El teòric polític Jean Jacques Rousseau va escriure que la idea de la llibertat i els ideals democràtics va néixer a les Amèriques perquè "era només als Estats Units" que els europeus de 1500 a 1776 sabien de societats que eren "veritablement lliures."
| «                       | La llibertat natural és l'únic objecte de la política dels nadius americans []; amb aquesta llibertat fan natura i regles climàtics per si sols entre ells ... [els nadius americans] mantenen la seva llibertat i troben abundant aliment ... [i] són persones que viuen sense lleis, sense policia, sense religió. | » |
| — Jean Jacques Rousseau | |   |

En el segle XX alguns escriptors han acreditat a la Confederació iroquesa la política confederal i un govern democràtic com a influències per al desenvolupament dels Articles de la Confederació i la Constitució dels Estats Units. En octubre de 1988 el Congrés dels Estats Units van aprovar la Resolució Concurrent 331 per reconèixer la influència de la Constitució Iroquesa en la Constitució i la Carta dels Drets dels Estats Units.
Però els principals historiadors de l'època assenyalen que falten evidències històriques per donar suport aquesta interpretació. Gordon Wood va escriure: "Els colons anglesos no necessitaven als indis per parlar sobre el federalisme o l'autogovern, la Confederació de Nova Anglaterra es va organitzar ja en 1643." L'historiador Jack Rakove, un especialista en la història antiga americana, va assenyalar el 2005 que la voluminosa documentació dels procediments constitucionals "no contenen cap referència significativa als iroquesos." En segon lloc, assenyala: "Tots els conceptes polítics clau que van ser la matèria del discurs polític nord-americà abans i després de la Revolució, tenien antecedents europeus obvis i referents: bicameralisme, divisió de poders, confederacions i similars."

## Revolució Americana

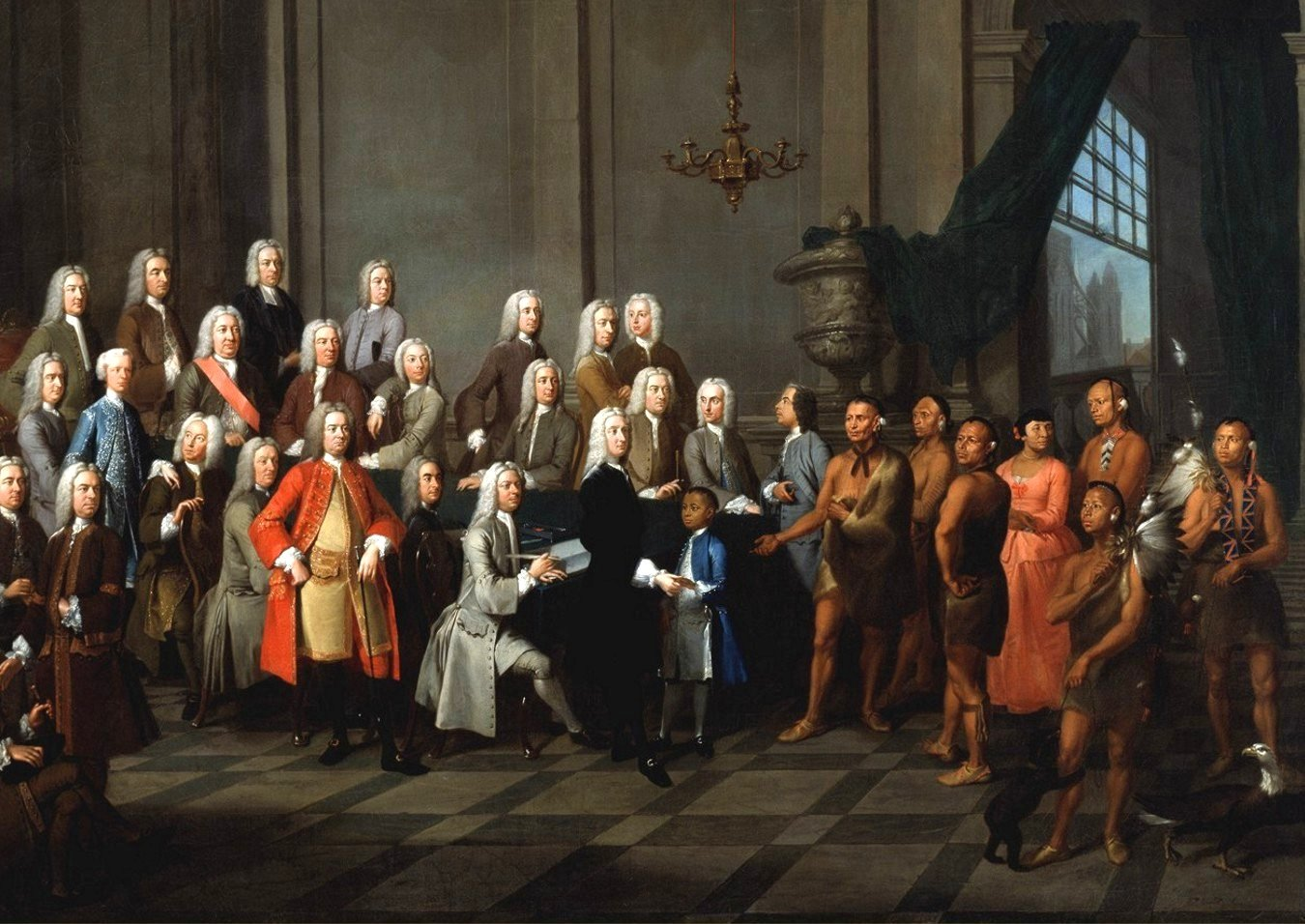
Els amerindis creek yamacraw es reuneixen amb el Dipositari de la Colònia de Geòrgia a Anglaterra, juliol de 1734. La pintura mostra un nen natiu americà (amb un abric blau) i una dona (en un vestit vermell) amb roba europea.

Durant la Revolució Americana, els recentments proclamats Estats Units competien amb els britànics per la lleialtat de les nacions indígenes d'Amèrica l'est del riu Mississipi. La majoria dels amerindis es van unir a la lluita del costat dels britànics a causa de les seves relacions comercials i esperant que la derrota colonial aturaria l'expansió colonial a terres de nadius americans. Moltes comunitats natives estaven dividides sobre quin bàndol havien de recolzar en la guerra i altres volien seguir sent neutrals. La primera comunitat nativa en signar un tractat amb el nou Govern dels Estats Units va ser els lenape. Per a la Confederació iroquesa, amb seu a Nova York, la Revolució Americana provocà una guerra civil. Les úniques tribus iroqueses aliades amb els colons van ser els oneida i els tuscarora.
La Guerra de frontera durant la Revolució Americana va ser particularment brutal, i es van cometre nombroses atrocitats pels colons i per les tribus natives per igual. Els no combatents van patir molt durant la guerra. Les expedicions militars a cada costat van destruir llogarets i subministraments d'aliments per reduir la capacitat dels que lluitaven, com en les freqüents incursions per ambdues parts a la Vall Mohawk i l'oest de Nova York. La més gran d'aquestes expedicions va ser l'expedició de Sullivan de 1779, en la qual les tropes colonials americanes van destruir més de 40 llogarets iroquesos per neutralitzar atacs iroquesos a l'estat de Nova York. L'expedició no va tenir l'efecte desitjat: l'activitat dels amerindis encara fou més decidida.
| «                                 | Els indis americans han tingut un paper central en la conformació de la història de la nació, i estan profundament entrellaçats en el teixit social de gran part de la vida americana .... Durant les tres últimes dècades del segle xx, els estudiosos de l'etnohistòria, de la "nova història dels indis", i dels estudis dels nadius americans van demostrar que entendre la història d'Amèrica i de l'experiència nord-americana, s'han d'incloure els indis americans. | » |
| — Robbie Ethridge, Creek Country. | |   |

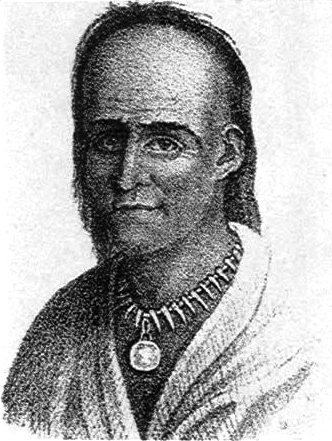
Les forces de Mishikinakwa ("Little Turtle") derrotaren una força de mil soldats estatunidencs i en feriren molts més a la Batalla del Wabash en 1791.

Els britànics van fer la pau amb els americans pel Tractat de París (1783), a través del qual es van cedir vasts territoris dels nadius americans als Estats Units sense informar ni consultar amb els nadius americans. La Guerra índia del Nord-oest fou dirigida per tribus de nadius americans que tractaven de rebutjar als colons americans. Els Estats Units va tractar inicialment els nadius americans que havien lluitat com aliats dels britànics com un poble conquerit que havien perdut les seves terres. Encara que la majoria dels membres de les tribus iroqueses van anar a Canadà amb els lleialistes, altres van tractar de romandre a Nova York i territoris de l'oest per mantenir les seves terres. L'estat de Nova York va fer un tractat separat amb les nacions iroqueses, condicionats per a la venda de 20.000 kilòmetres quadrats de terra que havia estat prèviament llur territori. L'estat va establir petites reserves a l'oest de Nova York per als pobles romanents.
| «                                         | Els indis van presentar una imatge inversa de la civilització europea, que va ajudar a Amèrica a establir una identitat nacional que no era ni salvatge ni civilitzat. | » |
| — Charles Sanford, The Quest for Paradise | |   |

## Els Estats Units en elseglexviii
Els Estats Units estava ansiós per expandir-se, desenvolupar l'agricultura i assentaments A noves àrees, i satisfer la fam de terres dels colons de Nova Anglaterra i Dels nous immigrants. El govern nacional va tractar inicialment de comprar la terra nativa americana mitjançant tractats. Els estats i els colons sovint estaven en desacord amb aquesta política.

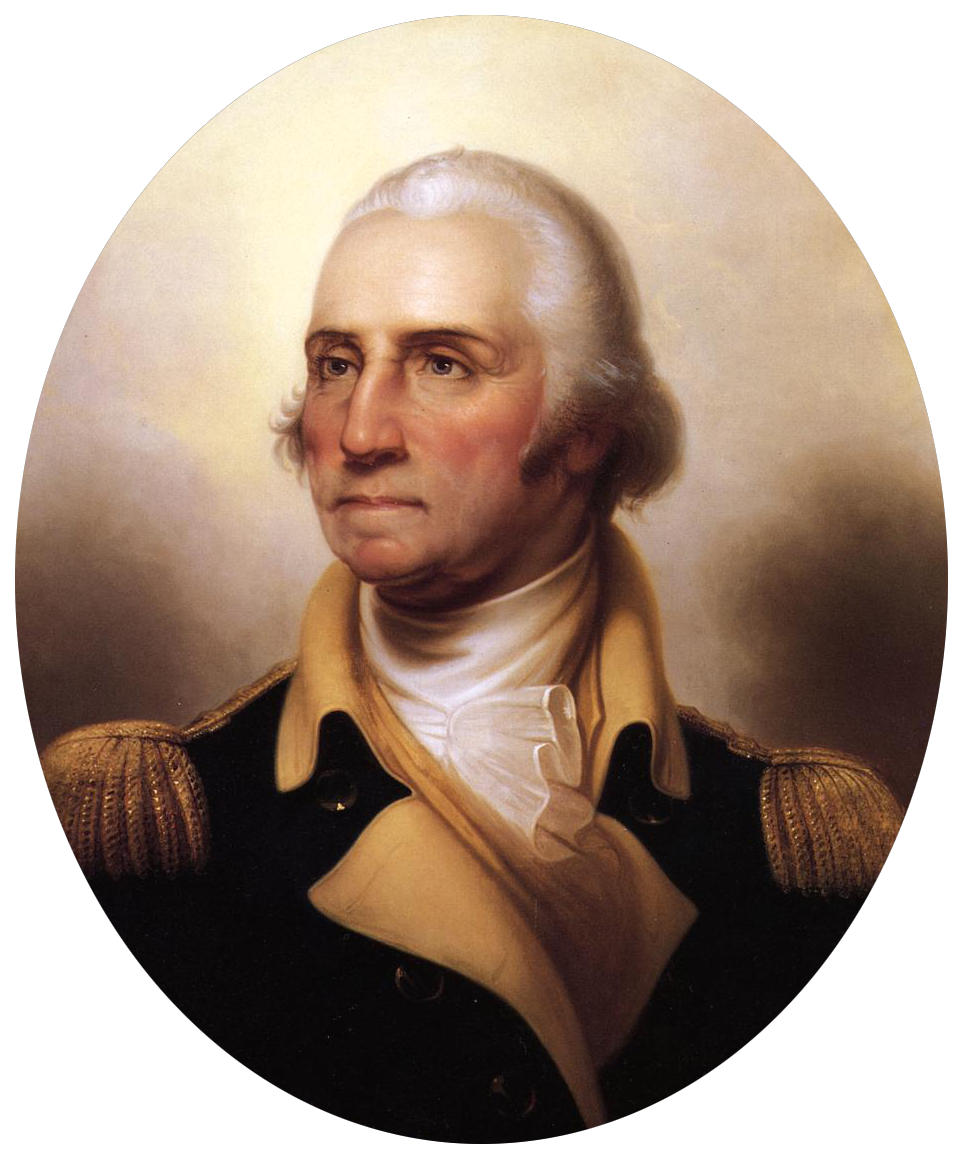
George Washington advocava per l'avanç de la societat nativa americana i ell "albergava alguna mesura de bona voluntat cap als indis."

Les nacions europees van enviar nadius americans (de vegades contra la seva voluntat) al Vell Món com a objectes de curiositat. Sovint entreteneen la reialesa i de vegades eren presa de finalitats comercials. La cristianització dels nadius americans era un propòsit declarat d'algunes colònies europees.
| «                                                          | Considerant que en aquest moment té a ser peculiarment necessari advertir als ciutadans dels Estats Units contra una violació dels tractats .... que per això faig aquest requereriment, tots els funcionaris dels Estats Units, tant civils com militars, i tots els altres ciutadans i habitants, a regir-se segons els tractats i lleis esmentades, ja que respondran a la contrària al seu propi risc. | » |
| — George Washington, Proclamació sobre els Tractats, 1790. | |   |

La política dels Estats Units cap als nadius americans havia seguit evolucionant després de la Revolució Americana. George Washington i Henry Knox creien que els nadius americans eren iguals però que la seva societat era inferior. Washington va formular una política per fomentar el procés de "civilització". Washington tenia un pla de sis punts per a la civilització que incloïa:
1. Justícia imparcial cap als nadius americans
2. Regular la compra de terres dels nadius americans
3. Promoció del comerç
4. Promoció d'experiments per civilitzar o millorar la societat nativa americana
5. Autoritat presidencial per fer regals
6. Castigar aquells que violin els drets amb els nadius americans.[66]

L'historiador Robert Remini va escriure que "una vegada que els indis adoptin la pràctica de la propietat privada, construeixin cases, adoptin l'agricultura, eduquin als seus fills, i abracin el cristianisme, aquests nadius americans guanyaran l'acceptació dels nord-americans blancs." Els Estats Units va nomenar agents, com Benjamin Hawkins, que visquessin entre els nadius americans i els ensenyessin a viure com els blancs.
| «                                        | Què diferent seria la sensació d'una ment filosòfica per reflectir que, en comptes d'exterminar una part de la raça humana per les nostres maneres de població que havíem perseverat a través de totes les dificultats i per fi havia impartit el nostre coneixement del cultiu i de les arts als aborígens del país pel qual la font de la vida i la felicitat futures havia estat conservada i ampliada. Però ha estat concebut per ser impracticable civilitzar als indis de l'Amèrica del Nord - Aquesta opinió és probablement més convenient que justa. | » |
| — Henry Knox a George Washington, 1790s. | |   |

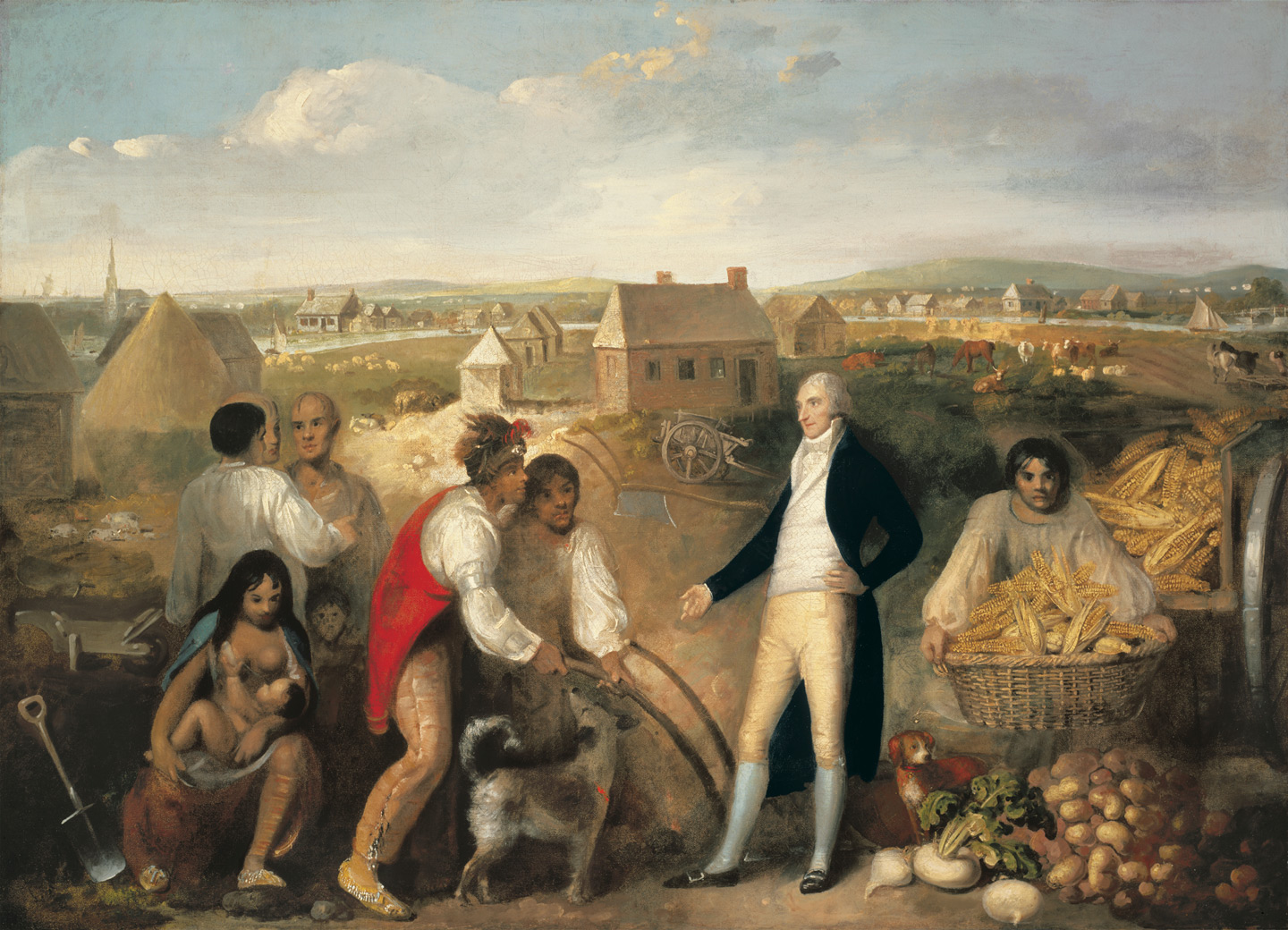
Benjamin Hawkins, vist a la seva plantació ensenyant als creek com usar tecnologia europe. Pintat en 1805.

A finals del segle xviii els reformadors, començant per Washington i Knox, recolzaren l'educació dels nens indígenes i dels adults, en els esforços per "civilitzar" o d'una altra manera assimilar als nadius americans per a la societat en general (a diferència de relegar-los a les  reserves). La Civilization Fund Act de 1819 va promoure aquesta política de civilització mitjançant el finançament de societats (majoritàriament religioses) que van treballar en la millora de nadius americans.
| «                                                                                  | M'alegro, germans, de sentir que vosaltres proposeu esdevenir cultivadors de la terra per al manteniment de les vostres famílies. Estar segurs que donar-los millor suport amb conreu, criant ramat i pa i teixint roba, que amb la caça. Una mica de terra conreada, i una mica de treball, adquiriran més disposicions que la caça de més èxit; i una dona es vestirà més per filat i el teixit, que a un home per la caça. En comparació amb vosaltres, no portem més que a partir d'ahir en aquesta terra. No obstant això, vegeu com hem prosperat més per la indústria, i l'exercici d'aquesta raó per la qual posseïu en comú amb nosaltres. Seguiu a continuació, el nostre exemple, germans, i us ajudarem amb molt de gust ... | » |
| — President Thomas Jefferson, Germans de la Nació Choctaw, 17 de desembre de 1803. | |   |

## Elseglexix

### Resistència

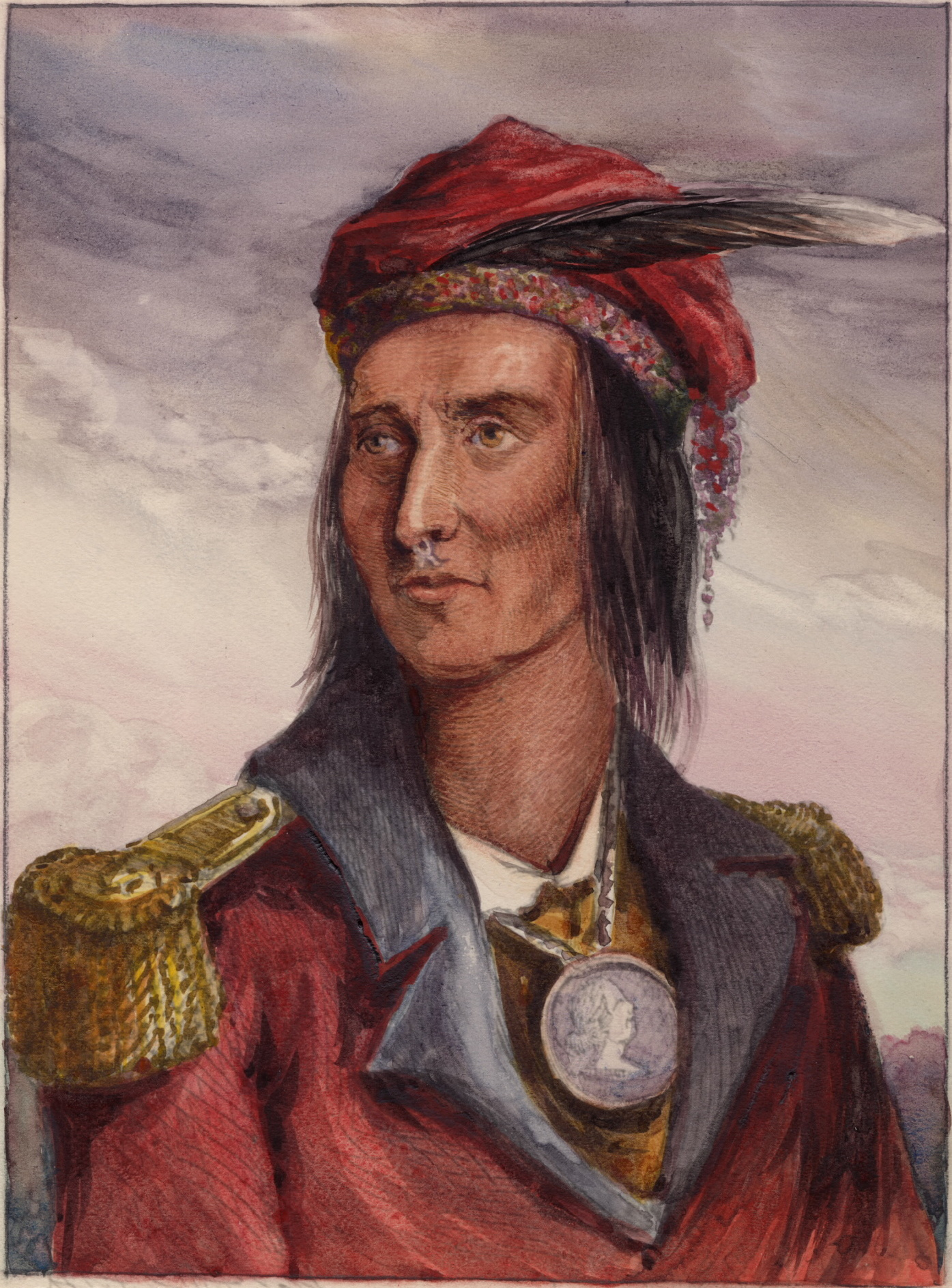
Tecumseh va ser el líder dels shawnee en la Guerra de Tecumseh qui va intentar organitzar una aliança de tribus ameríndies a tota l'Amèrica del Nord.

Com l'expansió nord-americana va continuar, els amerindis van resistir la invasió de colons a diverses regions de la nova nació (i als territoris no organitzats), des del nord-oest al sud-est, i després a Occident, fins que els colons es van trobar les tribus de les Grans Planes.
A l'est del riu Mississipi, un exèrcit intertribal liderat per Tecumseh, el cap shawnee, va lluitar una sèrie de combats al nord-oest durant el període 1811-1812, conegut com a Guerra de Tecumseh. En les últimes etapes, el grup de Tecumseh es va aliar amb les forces britàniques a la Guerra de 1812 i va ser clau en la conquesta de Detroit. Els conflictes al sud inclouen la Guerra Creek i les Guerres Seminoles, tant abans com després de la deportació de la majoria dels membres de la Cinc Tribus Civilitzades a partir de la dècada de 1830 sota les polítiques del president Andrew Jackson.
Les nacions ameríndies a les planes de l'oest van continuar els conflictes armats amb els Estats Units al llarg del segle xix, a través del que s'anomenaren "Guerres Índies." La batalla de Little Bighorn (1876) va ser una de les majors victòries dels natius americans. Les derrotes van incloure la guerra dels sioux de 1862, la massacre de Sand Creek (1864) i la massacre de Wounded Knee en 1890. Les Guerres Índies continuaren fins a començament del segle xx.

D'acord amb l'Oficina del Cens dels Estats Units (1894), 
"Les guerres amb els indis sota el govern dels Estats Units han estat més de 40 en nombre. Han costat la vida a prop de 19.000 homes, dones i nens blancs, incloent els morts en combats individuals, i la vida de prop de 30.000 indis." 

### Expansió estatunidenca

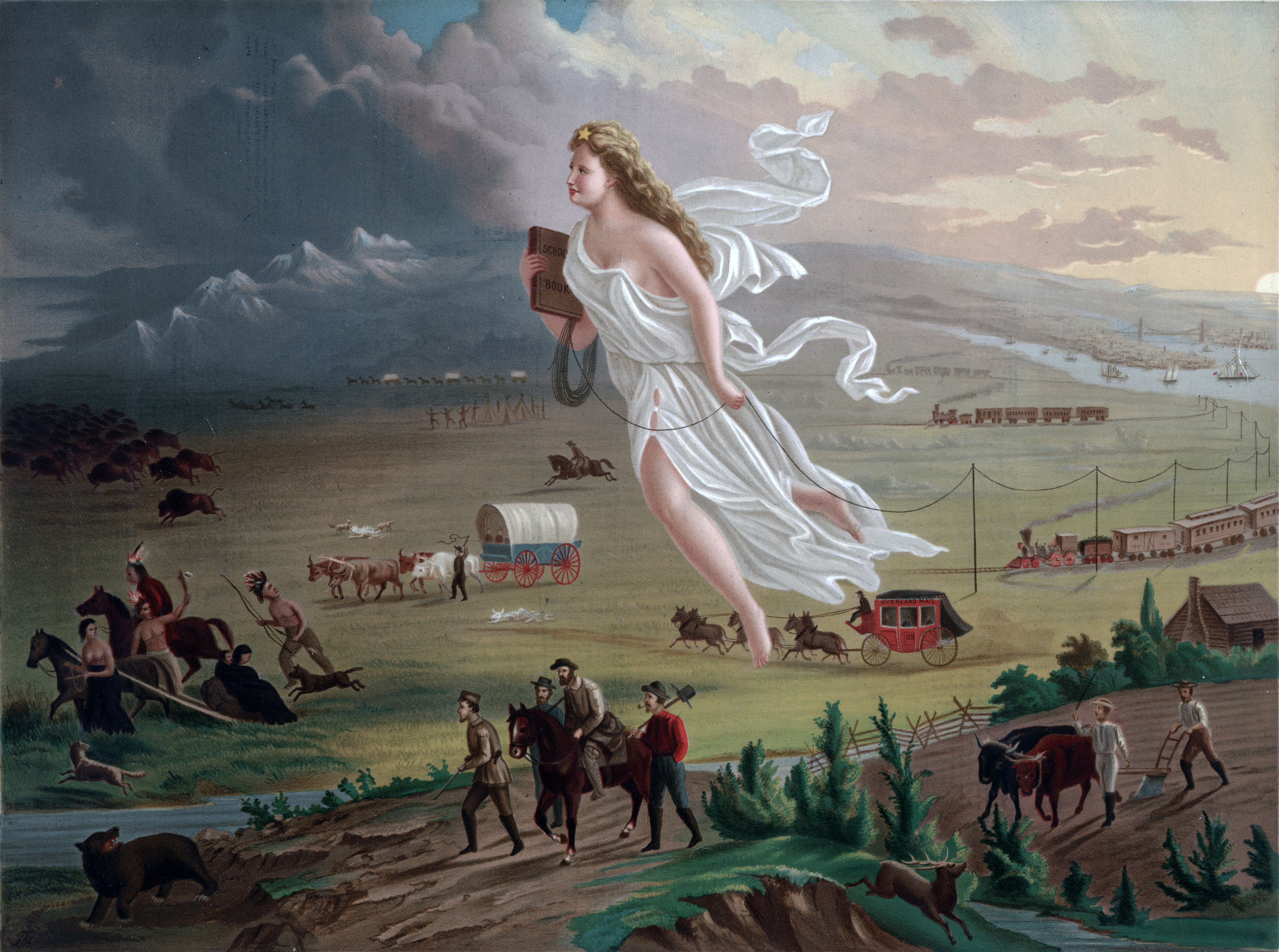
Els nadius americans fugen de la representació al·legòrica del Destí Manifest, Columbia, pintat en 1872 per John Gast

El juliol del 1845, l'editor d'un diari de Nova York, John L. O'Sullivan, va encunyar la frase "Destí Manifest", com el "disseny de la Providència" de suport a l'expansió territorial dels Estats Units. El Destí Manifest va tenir conseqüències greus per als nadius americans, ja que l'expansió continental dels Estats Units es va dur a terme a costa de l'ocupació de les seves terres ocupades. El Destí Manifest era una justificació per a l'expansió i el moviment cap a l'oest, o, en algunes interpretacions, una ideologia o doctrina que va ajudar a impulsar el procés de la civilització. Els defensors del Destí Manifest creien que l'expansió no només era bona, sinó que era evident i certa. El terme va ser utilitzat per primera vegada principalment pels jacksonians demòcrates en la dècada de 1840 per promoure l'annexió de gran part del que avui és l'Oest dels Estats Units (el Territori d'Oregon, l'annexió de Texas i la cessió mexicana).
| «                                                                                             | Quin prodigiós creixement d'aquesta raça anglesa, sobretot la seva branca americana, està tenint! Què tan aviat va a sotmetre i ocupar totes les parts salvatges d'aquest continent i de les illes adjacents. Cap profecia, però aparentment extravagant, pel que fa als èxits futurs d'aquesta manera [és] probablement igual a la realitat. | » |
| — Rutherford Birchard Hayes, president dels Estats Units, 1 de gener de 1857, Diari personal. | |   |

L'era del Destí Manifest, que va arribar a ser associat amb l'extinció de les reivindicacions territorials dels indis d'Amèrica i la seva eliminació a les reserves, va guanyar terreny segons la població dels Estats Units explorava i s'establia a l'oest del riu Mississipi. Encara que la deportació dels Indis del Sud-est havia estat proposada per alguns com una mesura humanitària per assegurar la seva supervivència els conflictes del segle xix va portar a alguns europeus-americans a considerar els indígenes com "salvatges".

### Guerra civil

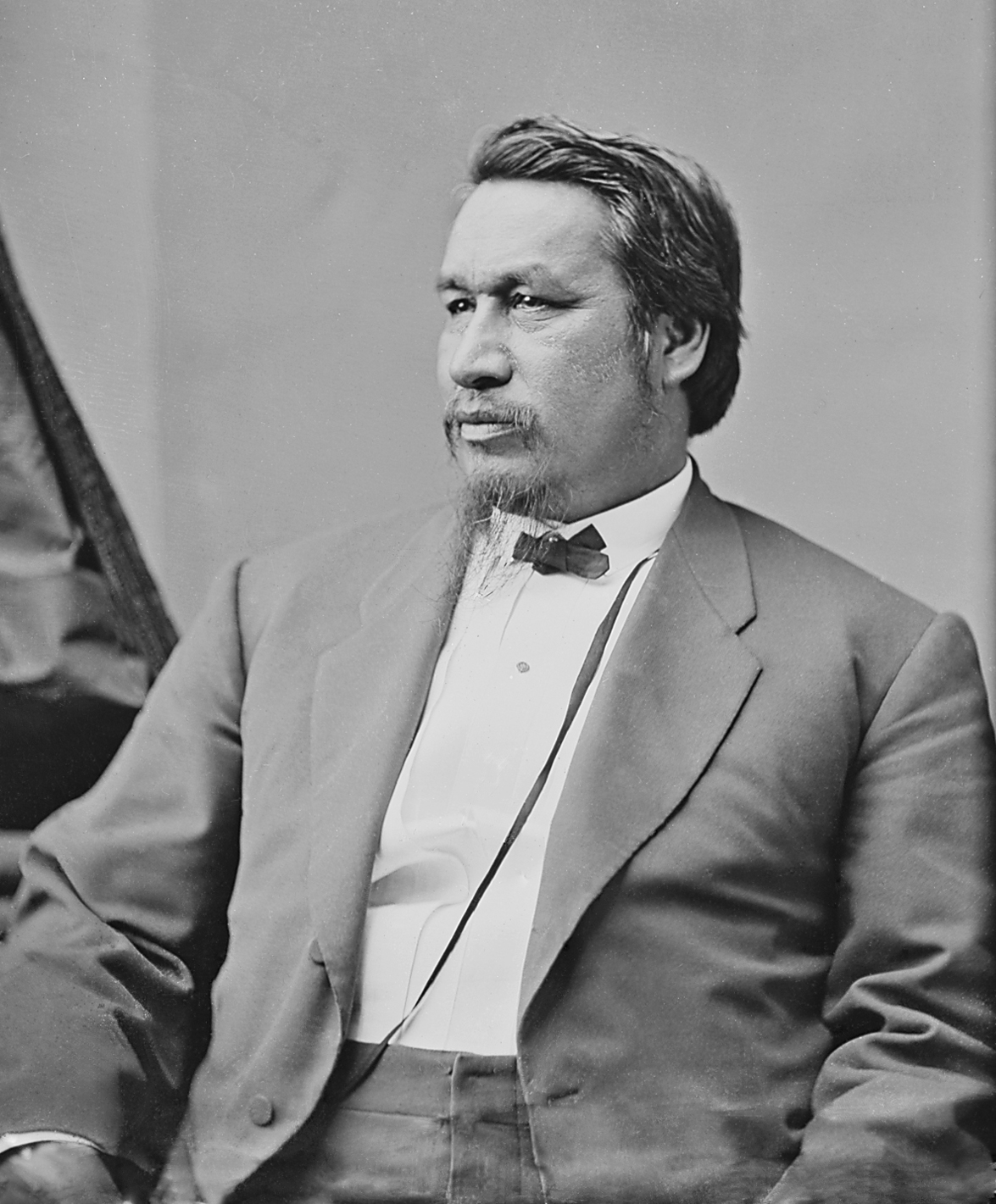
Ely Parker fou el general de la Unió en la guerra civil que va redactar els termes de la rendició entre els Estats Units i els Estats Confederats d'Amèrica. Parker fou un dels dos amerindis que arribaren al rang de general de brigada durant la Guerra Civil.

Molts amerindis van servir en l'exèrcit durant la Guerra Civil dels Estats Units en ambdós bàndols. Lluitant amb els blancs, els amerindis esperaven guanyar-se el favor del govern que prevalgués recolzant l'esforç de la guerra. També creien que servei a la guerra podria significar la fi de la discriminació i la reubicació de les terres ancestrals als territoris occidentals. Mentre la guerra continuava i els afroamericans eren proclamats lliures, el govern dels Estats Units va continuar la seva política d'assimilació, submissió, eliminació o extermini dels nadius americans.

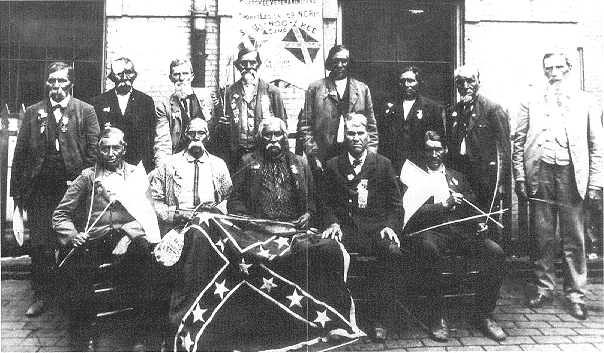
Reunió de Confederats cherokees a Nova Orleans, 1903.

El general Ely Parker, membre de la nació seneca, redactà els articles de la rendició amb el general Robert Lee signada a Appomattox el 9 d'abril de 1865. El general Parker, qui va servir com a secretari militar del general Ulysses S. Grant i que era un advocat capacitat, una vegada va ser rebutjat per al servei militar de la Unió per la seva raça. A Appomattox es diu que Lee va comentar a Parker, "Estic content de veure un veritable americà aquí", a la qual va respondre Parker "Tots som americans". El general Stand Watie, líder de la Nació Cherokee i comandant de la cavalleria índia confederada, fou el darrer general confederat en rendir les seves tropes.

### Deportacions i reserves
Al segle xix la incessant expansió cap a l'oest dels Estats Units va obligar un gran nombre de nadius americans a reassentar-se més a l'oest, sovint per la força, i gairebé sempre de mala gana. Els nadius americans creien que aquest trasllat forçós era il·legal, donat pel tractat de Hopewell de 1785. Sota la presidència d'Andrew Jackson el Congrés dels Estats Units va passar la Llei de Deportació Índia de 1830, que va autoritzar al president dur a terme tractats d'intercanvi de terra dels natius americans a l'est del riu Mississipi per terres a l'oest del riu.
Ni més ni menys que 100.000 americans nadius foren reubicats a Occident com a resultat d'aquesta política de deportació ameríndia. En teoria la reubicació se suposa que era voluntària i molts amerindis es va quedar a l'Est. A la pràctica, es va sotmetre a una gran pressió als líders dels nadius americans per signar tractats de deportació.
La violació més flagrant de la intenció declarada de la política de deportacció es va dur a terme en el marc del Tractat de New Echota, que va ser signat per una facció dissident dels cherokees, però no pel cap principal. A l'any següent, els cherokee va reconèixer la deportació, però Geòrgia va incloure la seva terra en una loteria per a l'assentament europeu-nord-americana abans d'això. El president Jackson va utilitzar l'exèrcit per recollir i transportar els cherokees a l'oest; la pressa i la manca de subministraments adequats va portar a la mort d'un nombre estimat de 4.000 cherokees al Camí de les Llàgrimes. Prop de 17.000 cherokees, juntament amb aproximadament 2.000 negres esclavitzats en poder dels cherokees, foren obligats per la força a migrar al Territori Indi.
Les tribus generalment eren situades a les reserves on podrien ser separats més fàcilment de vida tradicional i empènyer a adoptar la societat europea-americana. A més alguns estats del sud van promulgar lleis que prohibien l'assentament no indígena a les terres dels nadius americans, amb la intenció d'evitar l'establiment de missioners blancs simpatitzants d'ajudar a la resistència dels nadius americans a la dispersió.

### Amerindis i ciutadania dels Estats Units
En 1817 els cherokee es va convertir en els primers amerindis reconeguts com a ciutadans nord-americans. En virtut de l'article 8 del Tractat cherokee de 1817 "Més del 300 Cherokees (caps de família) en la simplicitat honesta de les seves ànimes, va fer una elecció per esdevenir ciutadans estatunidencs." La següent data més antiga registrada d'amerindis esdevenint ciutadans dels Estats Units va ser el 1831, quan alguns choctaw de Mississipi es van convertir en ciutadans després que el Congrés dels Estats Units va ratificar el Tractat de Dancing Rabbit Creek.
L'article 22 tractava de nomenar un representant choctaw a la Cambra de Representants dels Estats Units. En virtut de l'article XIV d'aquest tractat, qualsevol choctaw que va decidir no moure's amb la Nació Choctaw podria esdevenir ciutadà estatunidenc quan es registrés i si romania a les terres assenyalades durant cinc anys després de la ratificació del tractat. A través dels anys, els amerindis esdevingueren ciutadans dels Estats Units a través per: 

1. Disposició de Tractat (com els cherokee) 

2. Inscripció i assignació de parcel·la de terra sota la Llei de Dawes de 8 febrer de 1887

3. Inscripció de patent de possessió simple 

4. Adoptant hàbits de vida civilitzada 

5. Nens menors 

6. Ciutadania per naixement 

7. Servint com a soldats i mariners en les Forces Armades dels Estats Units

8. Casament amb altres ciutadans dels Estats Units 

9. Llei Especial del Congrés. 

En 1857 el president del Tribunal Suprem Roger B. Taney expressà l'opinió de la Cort que des que els amerindis eren "persones lliures i independents" podrien convertir-se en ciutadans estatunidencs. Taney va afirmar que els nadius americans podria ser naturalitzats i unir-se a la "comunitat política" dels Estats Units.
| « | [els nadius americans], sens dubte, igual que els subjectes de qualsevol altre govern estranger, poden ser naturalitzats per l'autoritat del Congrés, i es converteixen en ciutadans d'un Estat i dels Estats Units; i si la persona ha de sortir de la seva nació o tribu, i pren la seva estada en la població blanca, tindria dret a tots els drets i privilegis que pertanyerien a un emigrant de qualsevol altre poble estranger. | » |
| — Jutge Roger B. Taney, 1857, What was Taney thinking? American Indian Citizenship in the era of Dred Scott, Frederick E. Hoxie, April 2007. | |   |

Després de la Guerra Civil dels Estats Units, la Llei de Drets Civils de 1866 estableix "que totes les persones nascudes als Estats Units, i que no estan subjectes a cap potència estrangera, amb exclusió dels indis no gravats, es declaren ser ciutadans dels Estats Units". Això va ser afirmat per la ratificació de la Catorzena Esmena. El concepte de nadius americans com a ciutadans dels Estats Units va caure en desgràcia entre els polítics de l'època. El senador Jacob Howard de Michigan va comentar: "Encara no estic preparat per passar a una llei radical de naturalització per la qual tots els indis salvatges, lliures o domesticats, que pertanyen a una relació tribal, es converteixin en els meus conciutadans i vagin a les urnes i votin amb mi". (Congressional Globe, 1866, 2895) En un debat en el ple del Senat pel que fa a la Catorzena Esmena, James Doolittle Rood de Wisconsin va declarar: "... que tots aquests indis salvatges siguin ciutadans dels Estats Units, la Gran República del món, la ciutadania del qual ha de ser un títol tan orgullós com el del rei, i el perill de la qual és que es pot degradar aquesta ciutadania (Congressional Globe, 1866, 2892)."

#### Llei d'Assignacions Índies de 1871
En 1871 el Congrés afegí una clàusula a la Llei d'Assignacions Índies posant fi al reconeixement pels Estats Units de les tribus natives nord-americanes addicionals o nacions independents, i prohibint els tractats addicionals.
| «                                    | Què partir d'ara cap nació o tribu índia al territori dels Estats Units serà reconeguda com una nació o tribu independent, o poder amb el qual els Estats Units pot contractar per tractat: Es disposa, a més, que res del contingut s'interpretarà per invalidar o menyscabar l'obligació de qualsevol tractat ratificat legalment fins ara amb qualsevol nació o tribu índia. | » |
| — Llei d'Assignacions Índies de 1871 | |   |

### Educació i internats indis
Després de les guerres índies al segle xix, els Estats Units van establir els internats amerindis, inicialment dirigits principalment o afiliats per missioners cristians. En aquest moment la societat americana creia que els nens nadius americans necessitaven ser aculturats a la societat. L'experiència d'internat sovint va resultar traumàtica per als nens nadius americans, on hi tenien prohibit parlar les seves llengües ameríndies nadiues, els adoctrinaren en el cristianisme i se'ls negà la dret a practicar les seves religions natives, i de moltes altres formes foren forçats a abandonar les seves identitats americanes natives i adoptar la cultura europeo-americana. Des del segle XX diverses investigacions van documentar casos d'abús sexual, físic i mental que passaren a aquestes escoles.
Mentre que els problemes s'han documentat ja en la dècada de 1920, algunes de les escoles van continuar en la dècada de 1960. Des del sorgiment de l'autodeterminació per als nadius americans s'ha posat l'accent en l'educació dels seus fills a les escoles prop d'on viuen. A més, moltes tribus reconegudes a nivell federal s'han apoderat de les operacions d'aquest tipus d'escoles i han endegat programes addicionals per retenir i reviure l'idioma i enfortir les seves cultures. A partir de la dècada de 1970, les tribus han fundat col·legis universitaris en les seves reserves, controlats i gestionats pels nadius americans, per a educar als seus joves per a trobar feina i per transmetre les seves cultures.

## El segle XX

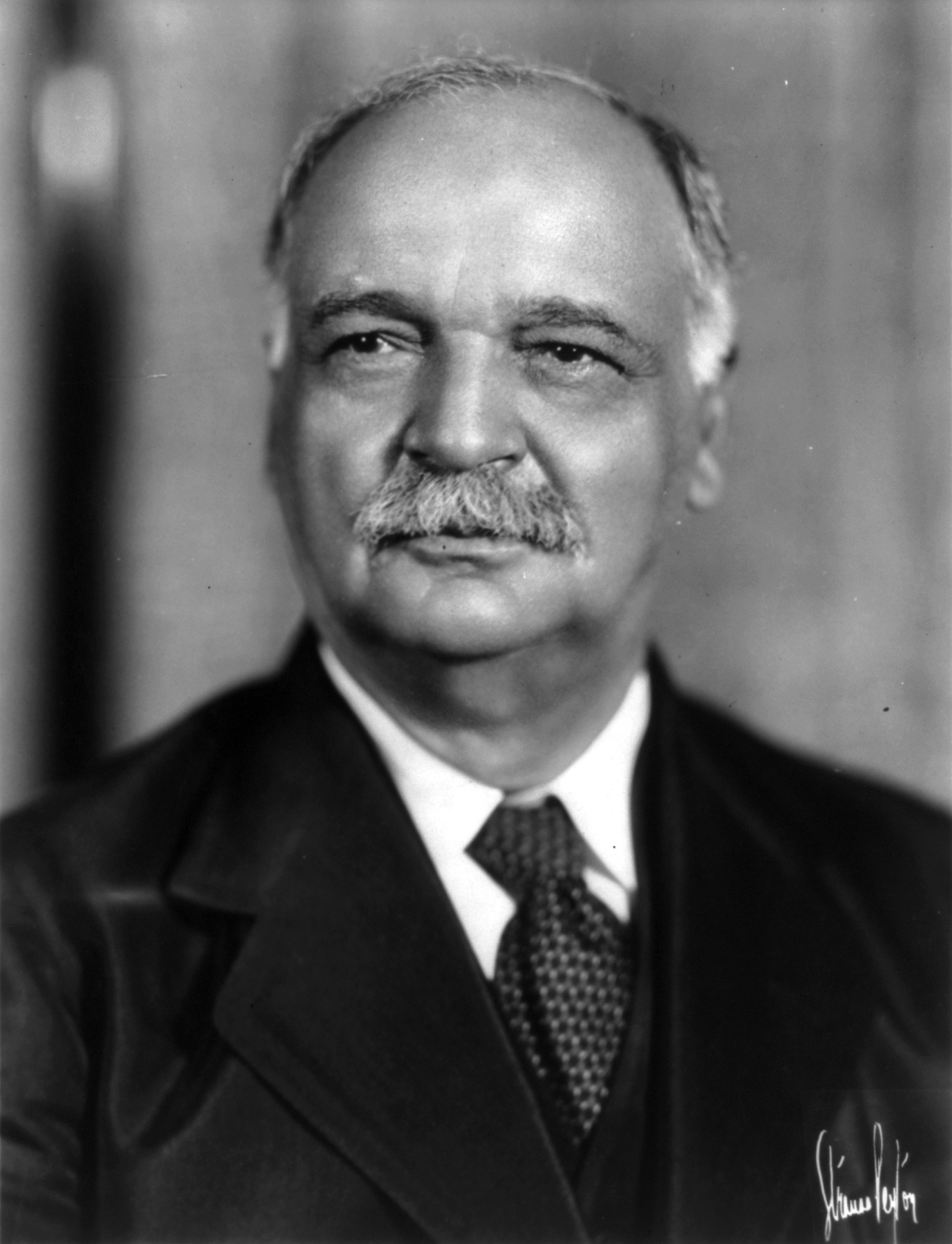
Charles Curtis, d'ascendència kaw, osage, potawatomi, francesa i britànica, fou el 31è vicepresident dels Estats Units, 1929-1933.

El 29 d'agost de 1911 Ishi, considerat com el darrer amerindi dels Estats Units que havia viscut la major part de la seva vida sense contacte amb la cultura euroamericana, fou descobert vora Oroville, California després que un incendi forestal el va portar des de les muntanyes properes. Va ser l'últim de la seva tribu, la resta havia estat massacrada per un grup de blancs "lluitadors contra els indis" en 1865, quan era un nen. Després de ser tancat en presó preventiva, va ser posat en llibertat i entregat als antropòlegs dirigits per Alfred L. Kroeber a la Universitat de Califòrnia, que va estudiar a la seva llengua i cultura, i li va proporcionar una llar fins a la seva mort per tuberculosi cinc anys després.
El 2 de juny de 1924 el president republicà dels Estats Units Calvin Coolidge signà la Llei de Ciutadania Índia, que feia ciutadans dels Estats Units tots els amerindis que encara no ho eren, nascuts als Estats Units i als seus territoris. Abans de l'aprovació de la llei, gairebé dos terços dels nadius americans eren ja ciutadans dels Estats Units.
Actualment els amerindis als Estats Units tenen tots els drets garantits en la Constitució dels Estats Units, poden votar a les eleccions, i postular-se per a un càrrec polític. Hi ha hagut controvèrsia sobre fins a quin punt el govern federal té jurisdicció sobre afers tribals, la sobirania i les pràctiques culturals.
| «                                  | És decretat pel Senat i la Cambra de Representants dels Estats Units d'Amèrica, reunits en Congrés, que tots els que no són ciutadans nadius americans nascuts dins dels límits territorials dels Estats Units siguin, i estan per la present, declarats ciutadans dels Estats Units: Es disposa, que la concessió de tal ciutadania de cap manera menyscabarà o afectarà d'una altra manera el dret de qualsevol natiu americà a la propietat tribal o una altra. | » |
| — Llei de Ciutadania Índia de 1924 | |   |

### La Segona Guerra Mundial

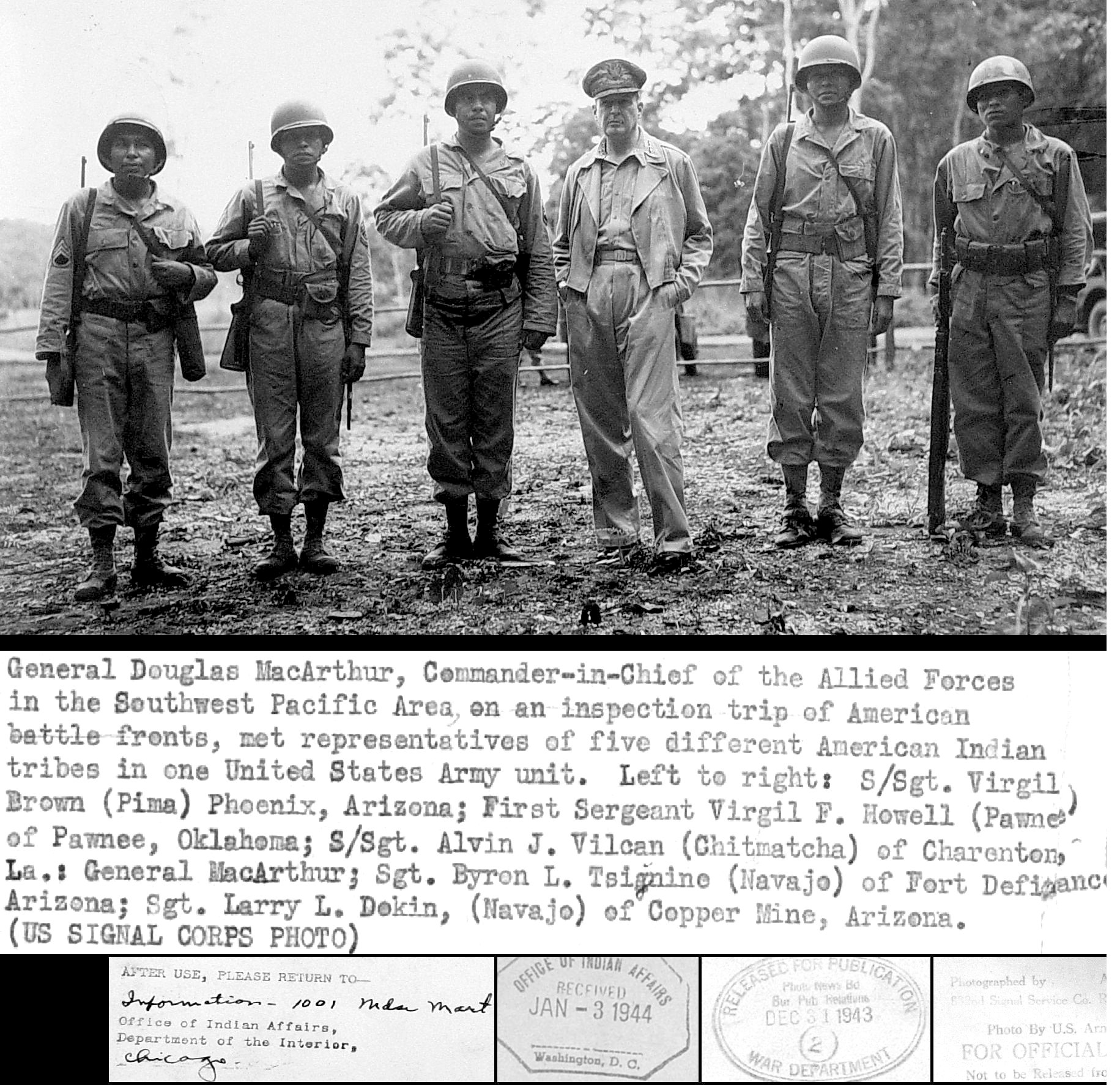
El general Douglas MacArthur amb soldats Navahos, pimes, pawnees i altres amerindis.

Uns 44.000 amerindis serviren en l'Exèrcit dels Estats Units durant la Segona Guerra Mundial: en aquell moment, una tercera part de tots els homes amerindis sans d'entre 18 i 50 anys. Descrit com el primer èxode massiu dels pobles indígenes de les reserves des de les deportacions del segle xix, el servei dels homes amb els militars dels EUA en el conflicte internacional va ser un punt d'inflexió en la història ameríndia. L'aclaparadora majoria dels nadius americans agraí l'oportunitat de servir-hi; tenien una taxa d'allistament voluntari que va ser del 40%, el dels més alts. Funcionaris del Departament de Guerra va dir que si tota la població s'havia allistat en la mateixa proporció que els nadius americans, la resposta hauria fet que el projecte innecessari.
Els seus companys d'armes sovint els tenia en gran estima, en part, ja que la llegenda del guerrer dur del natiu americà s'havia convertit en una part de la trama de la llegenda històrica nord-americana. Els soldats blancs de vegades mostraven una relació alegre cap camarades nadius americans cridant-los "cap". L'augment resultant en contacte amb el món exterior del sistema de reserves portaria profunds canvis a la cultura nativa americana. "La guerra", va dir el Comissionat Indi dels Estats Units el 1945, "va causar la major interrupció de la vida del natiu des del començament de l'era de la reserva", que afectà els hàbits, punts de vista, i el benestar econòmic dels membres de la tribu. El més significatiu d'aquests canvis va ser l'oportunitat, com a resultat de l'escassetat de mà d'obra en temps de guerra, de trobar feina ben remunerada a les ciutats, i molts es van traslladar a les zones urbanes, sobretot a la costa oest on s'acumulava la indústria de defensa.
També hi va haver pèrdues com a resultat de la guerra. Per exemple, un total de 1.200 indis pueblo van servir en la Segona Guerra Mundial; només la meitat va arribar a casa amb vida. A més molts més navahos van servir com a codificadors de missatges per als militars en el Pacífic. El codi que es va fer, tot i criptològicament molt simple, mai fou desxifrat pels japonesos.

### L'Autodeterminació
El servei militar i la residència urbana van contribuir a l'augment de l'activisme amerindi, sobretot després de la dècada de 1960 i de l'ocupació d'Alcatraz (1969-1971) per un grup d'estudiants amerindis de San Francisco. En el mateix període, l'American Indian Movement (AIM) va ser fundat a Minneapolis, i va establir capítols arreu del país, on els indis americans combinen l'activisme polític i espiritual. Les protestes polítiques va guanyar l'atenció nacional dels mitjans i la simpatia de l'opinió pública estatunidenca.
A través de la dècada de 1970, els conflictes entre els governs i els nadius americans de vegades foren violents. Un esdeveniment notable del segle xx va ser l'incident de Wounded Knee a la reserva índia de Pine Ridge. El malestar amb el govern tribal i els fracassos del govern federal per fer complir els drets dels tractats, portaren a uns 300 sioux oglala i activistes de l'American Indian Movement (AIM) a prendre el control de Wounded Knee (Dakota del Sud) el 27 de febrer de 1973.
Activistes indígenes d'arreu del país sel's van unir a Pine Ridge, i l'ocupació va esdevenir un símbol de la naixent identitat índia americana i poder. Els funcionaris encarregats de fer complir la llei federal i la guàrdia nacional acordonaren la ciutat, i les dues parts va tenir un enfrontament durant 71 dies. En un dels molt trets va ser ferit un agutzil dels Estats Unitst. A finals d'abril un cherokee i lakota local van morir pels trets; la gent gran lakota lva posar fi a l'ocupació per assegurar que no es perdessin més vides.
En juny de 1975 dos agents del FBI que volien arrestar els autors d'un robatori a mà armada a la reserva de Pine Ridge resultaren ferits en un tiroteig i foren morts a boca de canó. L'activista de l'AIM Leonard Peltier va ser condemnat el 1976 a dues penes consecutives de cadena perpètua per la mort dels agents.
El 1968, el govern va promulgar la Llei Ameríndia de Drets Civils de 1968. Això va donar als membres tribals la majoria de les proteccions contra els abusos comesos pels governs tribals que la Declaració de Drets atorgava a tots els ciutadans dels Estats Units respecte al govern federal. En 1975 el govern dels Estats Units va aprovar la Llei d'Autodeterminació Índia i Assistència a l'Educació, que marca la culminació de 15 anys de canvis en les polítiques. Va ser el resultat d'activisme amerindi, el Moviment de Drets Civils, i els aspectes de desenvolupament comunitari dels programes socials del president Lyndon Johnson en la dècada de 1960. La Llei reconeix el dret i la necessitat de l'autodeterminació dels nadius americans. Va marcar l'abandó de la política de terminació índia entre les tribus i el govern dels Estats Units. El govern dels Estats Units va encoratjar els esforços dels nadius americans en l'autogovern i la determinació del seu futur. Les tribus havien desenvolupat organitzacions per administrar els seus propis programes socials, de benestar social i d'habitatge, per exemple. L'autodeterminació tribal ha creat tensió pel que fa a l'obligació de la confiança històrica del govern federal per atendre els indígenes, però, la Bureau of Indian Affairs no ha estat a l'altura d'aquesta responsabilitat.
Per aquest temps les tribus ja havien començat a establir escoles comunitàries per reemplaçar els internats de la BIA. Liderats per la Nació Navajo el 1968, les tribus van crear col·legis i universitats tribals per construir els seus propis models d'educació a les reserves, preservar i reviure les seves cultures, i desenvolupar mà d'obra preparada. El 1994 el Congrés dels Estats Units va aprovar una legislació que reconegui els col·legis tribals com a land-grant colleges, que proporcionen oportunitats de finançament. Trenta-dos col·legis tribals als Estats Units pertanyen a l'American Indian Higher Education Consortium. A principis del segle XXI les nacions tribals també havien establert nombrosos programes de revitalització lingüística a les seves escoles.
A més, l'activisme amerindi ha portat a les principals universitats de tot el país per establir programes i departaments d'estudis amerindis augmentant el coneixement dels punts forts de les cultures indígenes, proporcionant oportunitats per als acadèmics, i aprofundiment de la investigació sobre la història i les cultures dels Estats Units. Els nadius americans han entrat en el món acadèmic; el periodisme i els mitjans de comunicació; política a nivell local, estatal i federal; i el servei públic, per exemple, que influeix en la investigació mèdica i en la política d'identificar els problemes relacionats amb els indis americans.
El 1981, Tim Giago va fundar Lakota Times, un diari amerindi independent, ubicat a la reserva de Pine Ridge, però no controlat pel govern tribal. Va fundar posteriorment l'Associació de Periodistes Amerindis. S'han desenvolupat altres diaris independents i les empreses de mitjans de comunicació, de manera que els periodistes amerindis estan contribuint a la perspectiva dels seus propis assumptes i altres polítiques i esdeveniments.
El 2004 el senador Sam Brownback (republicà de Kansas) va introduir una resolució conjunta (Resolució Conjunta del Senat 37) per "oferir una disculpa a tots els Pobles Originaris en nom dels Estats Units" per les passades "polítiques mal concebudes" per part del govern dels EUA en relació amb les tribus índies. El president Barack Obama signà la disculpa històrica en llei el 2009, com a secció de la Secció 8113 del projecte de llei d'assignacions de defensa 2010.
Després d'anys d'investigació i treball independent dels periodistes americans nadius, el 2003 el govern dels Estats Units va acusar els sospitosos de l'assassinat de desembre de 1975 d'Anna Mae Aquash a la Reserva Índia de Pine Ridge. Pertanyia a l'ètnia micmac i era la dona activista de més alt rang en l'American Indian Movement (AIM) en el moment. Va morir uns mesos després que dos agents del FBI havien estat assassinats a la reserva. Molts lakotes creuen que va ser assassinada per AIM sota sospita d'haver estat un informant de l'FBI, però mai va treballar per l'FBI. Arlo Looking Cloud va ser declarat culpable en una cort federal el 2004. En 2007 els Estats Units extraditaren l'activista de l'AIM John Graham del Canadà per enfrontar-se a un judici pel seu assassinat. També va ser declarat culpable i sentenciat a cadena perpètua.

## El segle XXI
El 2013 la seva jurisdicció sobre persones que no eren membres de la tribu en el marc de la Llei de Violència contra les Dones es va estendre als territoris indígenes. Això tanca una bretxa que va evitar l'arrest o la persecució per part de la policia o dels tribunals tribals d'abusadors membres de les tribus que no eren nadius o d'una altra tribu.
La migració a les zones urbanes ha seguit creixent amb un 70% dels nadius americans que viuen en zones urbanes el 2012 enfront del 45% el 1970 i un 8% el 1940. Les àrees urbanes amb poblacions americanes natives importants són Minneapolis, Denver, Phoenix, Tucson, Chicago, Oklahoma City, Houston, Nova York, i Rapid City. Molts vivien en la pobresa. El racisme, l'atur, les drogues i les bandes són problemes comuns que les organitzacions de serveis socials ameríndies, com va intentar abordar el complex d'habitatges Little Earth a Minneapolis.